# Hala Widowiskowo-Sportowa Śródmieście
Hala Sportowa Śródmieście – hala sportowa położona w Śródmieściu Kędzierzyna-Koźla.
Hala ma około 1050 miejsc pojemności całkowitej. Znajduje się tam również restauracja. W latach 1994–2005 w hali mecze rozgrywała drużyna siatkarska Mostostal Azoty Kędzierzyn-Koźle, która zdobyła w tym czasie pięć tytułów mistrza Polski i trzy Puchary Polski. W latach 1997–1999 w hali Śródmieście Mostostal Azoty rozgrywał też mecze w ramach rozgrywek o europejskie puchary. 
Po wybudowaniu Hali Widowiskowo-Sportowej Azoty w roku 2005 drużyna tam właśnie się przeniosła. W 2009 roku hala przeszła gruntowny remont.